# David Wyman
Pour les articles homonymes, voir Wyman.
(en) Statistiques sur pro-football-reference
David Matthew Wyman (né le 31 mars 1964 à San Diego) est un joueur américain de football américain.

## Carrière

### Université
David fait ses études à l'université de Stanford où il sort en 1986. Il s'inscrit pour le draft de la NFL de 1987.

### Professionnel
Il est sélectionné au second tour du draft par les Seahawks de Seattle au quarante-cinquième choix. Sa première saison le voit jouer quatre matchs avant de devenir linebacker titulaire à partir de la saison 1988 où il fait deux saisons pleines, effectuant 103 tacles en 1988 et 104 tacles en 1989. Lors de la saison 1990, il se blesse après avoir joué le huitième match de la saison. Il revient en 1991 mais il joue surtout un poste de remplaçant, jouant six matchs dont cinq comme titulaire. En 1992, il fait sa dernière année avec Seattle et commence onze matchs.
Il quitte les Seahawks pour les Broncos de Denver et commence la saison 1993 avec de nouvelles couleurs, étant titulaire à tous les matchs de la saison, réalisant 133 tacles et deux sacks (son record). Lors de cette saison, il reçoit la seule passe et marque le seul touchdown de sa carrière en parcourant seize yards. En 1994, il perd sa place de titulaire et ne joue que quatre matchs. Il joue onze matchs comme titulaire en 1995 et prend sa retraite après cette saison.